# ママチャップトイ
ママチャップトイは東京都豊島区池袋にあるドールショップ。愛称は「ママチャ」。
着せ替え人形や人形用の衣装を販売している。
一時期、セクシー系の着せ替え人形を主に扱っていたことから、「アレゲなショップ」の印象が強い。
マーミット製オリジナルドールを主に販売していたが、2005年1月に自社製（ヘッドのみ。ボディはオビツ製）のオリジナルドール「うさ美ちゃん」を発表。年々バリエーションを増やしている。
生産数が少ないため、期間限定の受注生産方式をとっているが、予約が急増すると受注期間内であっても受付が打ち切られる場合がある。
2006年6月17日よりオリジナルドールの製作等に専念するためとして、実店舗の店頭販売が中止され、通販のみを取り扱っている。

## 製品
- 女忍シリーズ(27cmサイズ)
- まりんちゃん(27cmサイズ)
- カレンちゃん(27cmサイズ)
- カプコンアクションドールコレクション(27cmサイズ)
- うさ美ちゃん(27cmサイズ)
- ね子ちゃん(27cmサイズ)
- ちっちゃなもこちゃん(23cmサイズ)
- 双子のひなちゃん　ひよちゃん(23cmサイズ)
- みるく♥(60cmサイズ)
- ちっちゃな男の子　乙女いおり(23cmサイズ)
- ちっちゃな男の子　蒼月ろう(23cmサイズ)
- みやび♥(60cmサイズ)
- ねね♥(60cmサイズ)
- ちっちゃな女の子　ちぃちちゃん(21cmサイズ)
- ちっちゃな女の子　なぁなちゃん(21cmサイズ)